# Пйотр Опалінський
Пйотр Опалінський (пол. Piotr Opaliński; 1586 — 17 січня 1624) — польський політичний і військовий діяч, урядник Речі Посполитої.

## Життєпис
Народився в 1586 році. Походив з польського магнатського роду Опалінських. Другий син Яна Опалінського, каштеляна в Рогозьно, й Барбари Остроруг. Після смерті батька в 1598 році успадкував замок Серакув.
Навчався в Познаньській єзуїтській колегії; пізніше в Інгольштадському і з 1604 року — Падуанському університетах. Відвідав Рим, а в 1605 році повернувся на батьківщину.
У 1606 році був обраний послом на сейм. 1607 року оженився з представницею знатного роду Косток. У 1611 році отримав у володіння Сремське староство. Він був одним з делегатів, які в 1613 році були відправлені сеймом до коронних військ, що утворили конфедерацію в Любліні. 1614 року отримав Победзіське староство. У 1616 році увійшов до складу польсько-литовського посольства, відправленого до Московського царства. 1617 року призначається королівським дворянином і секретарем. Того ж року на чолі власної роти брав участь у військовому поході польського королевича Владислава Вази з метою отримання Московського трону. Взимку 1617—1618 року брав участь у військових діях, зокрема в облозі Москви.
У 1620 році призначений познанським каштеляном. У 1621 році командував полком під час Хотинській війни. У 1622 році став познанським воєводаю. У 1624 році на земському Средзькому сеймику вимагав прийняття змін для більш справедливого розподілу податків.
Збільшив свої володіння, йому належало три міста — Серакув, Бнін і Черніїв, а також 50 сіл.
Помер у 1624 році, похований у бернардинському костелі в Серакуві, де його надгробок виготовив Себастьян Залу. У 1995 році його саркофаг перенесли до Серакувського замку.

## Родина
Дружина — Софія, донька Кшиштофа Костки. Діти:
- Кшиштоф (бл. 1609—1655), воєвода познанський
- Лукаш (бл. 1612—1662), маршалок надвірний коронний
- Зофія Людвіка (пом. 1657), дружина: Станіслава Конецпольського, гетьмана великого коронного; 2) Самуеля Кароля Корецького, ропчицького старости
- Анна Беата (пом. 1648), дружина: 1) Станіслава Пшиємського, маршалка надвірного коронного; 2) Якуба Роздражевського, воєводи іновроцлавського
- Франциска, черниця бенедиктинського монастиря в Познані.